# Unterseeboot 565
L'Unterseeboot 565 ou U-565 est un sous-marin allemand (U-Boot) de type VIIC utilisé par la Kriegsmarine pendant la Seconde Guerre mondiale.
Le sous-marin fut commandé le 24 octobre 1939 à Hambourg (Blohm & Voss), sa quille fut posée le 30 mars 1940, il fut lancé le 20 février 1941 et mis en service le 10 avril 1941, sous le commandement de l'Oberleutnant zur See Johann Jebsen.
Il fut sabordé en septembre 1944 près de Skaramanga, en Grèce.

## Conception
Unterseeboot type VII, l'U-565 avait un déplacement de 769 tonnes en surface et 871 tonnes en plongée. Il avait une longueur totale de 67,10 m, un maître-bau de 6,20 m, une hauteur de 9,60 m et un tirant d'eau de 4,74 m. Le sous-marin était propulsé par deux hélices de 1,23 m, deux moteurs diesel Germaniawerft M6V 40/46 de 6 cylindres en ligne de 1400 cv à 470 tr/min, produisant un total de 2 060 à 2 350 kW en surface et de deux moteurs électriques BBC GG UB 720/8 de 375 cv à 295 tr/min, produisant un total 550 kW, en plongée. Le sous-marin avait une vitesse en surface de 17,7 nœuds (32,8 km/h) et une vitesse de 7,6 nœuds (14,1 km/h) en plongée. Immergé, il avait un rayon d'action de 80 milles marins (150 km) à 4 nœuds (7,4 km/h; 4,6 milles par heure) et pouvait atteindre une profondeur de 230 m. En surface son rayon d'action était de 8 500 milles nautiques (soit 15 700 km) à 10 nœuds (19 km/h).
L'U-565 était équipé de cinq tubes lance-torpilles de 53,3 cm (quatre montés à l'avant et un à l'arrière) qui contenait quatorze torpilles. Il était équipé d'un canon de 8,8 cm SK C/35 (220 coups) et d'un canon antiaérien de 20 mm Flak. Il pouvait transporter 26 mines TMA ou 39 mines TMB. Son équipage comprenait 4 officiers et 40 à 56 sous-mariniers.

## Historique
Sa période d'entraînement initial se déroule à la 1. Unterseebootsflottille jusqu'au 1er juillet 1941, puis il intégra sa formation de combat dans cette même flottille et finira sa carrière dans la 29. Unterseebootsflottille à partir du 1er janvier 1942.
Lors de ses trois premières patrouilles, il navigua dans l'Atlantique Nord à la recherche de convois, sans succès. Il est attaqué dans l'Atlantique le 11 octobre 1941, alors qu'il recherchait d'éventuels survivants de l'U-563. Un Blenheim Z7406 lui lance plusieurs bombes, il s'en sort indemne.
À partir du 3 novembre, il est affecté en Méditerranée ; il passe le détroit de Gibraltar dans la nuit du 15 au 16 décembre 1941. Il arrive à La Spezia le 25 décembre 1941.
Le 11 mars 1942, c'est dans le nord-nord-est de Sidi Barrani que l'U-565 connaît son premier succès. Dans la soirée, il torpille et envoie par le fond le croiseur britannique HMS Naiad, vaisseau amiral de la Force B (en). 82 hommes d'équipage sont portés disparus et 77 sont secourus.
Le 23 avril 1942, l'U-565 participe à freiner l'approvisionnement de Tobrouk, en torpillant et en coulant un navire britannique du convoi TA-36/M. Il est attaqué le même jour par un avion britannique qui lui cause de légers dommages.
Le 2 juin 1942, il est attaqué par un Blenheim du Sqn 203, il s'échappe sans dommage.
Le 3 août 1942, lorsqu'il patrouille le long des côtes de la Palestine, il coule au canon un bateau de pêche égyptien chargé d'huile. Il retourne ensuite à Salamine avec l'un de ses périscopes endommagé lors d'une attaque manquée dans les derniers jours de juillet.
Le 29 octobre 1942, l'U-565 attaque sans succès le porte-avions HMS Furious, le sous-marin signale quatre coups au but, mais aucune détonation ne fut entendue.
Le 18 décembre 1942, il torpille et coule le destroyer britannique HMS Partridge près d'Oran et le 22 décembre, il rencontre le convoi KMF-5 dans le nord du golfe de Bougie, torpillant et endommageant un cargo à vapeur britannique.
Le 24 février 1943, il endommage un cargo à vapeur américain de 7 176 tonnes, à 40 nautiques dans le nord-est d'Oran. Trois jours après, il endommage un pétrolier britannique du convoi TE-16, dans l'est-sud-est de Malaga.
Le 20 avril 1943, l'U-565 attaque le convoi UGS-7 dans l'est-nord-est d'Oran et envoie par le fond deux bâtiments du convoi. Il rapporte un succès probable contre un pétrolier le 1er mai 1943 dans l'ouest-nord-ouest d'Alborán, ce ne fut jamais prouvé.
Lors de ses dernières patrouilles, il navigue principalement en Méditerranée orientale, sans aucune victoire. De mai à fin-août 1944, l'U-565 reste à quai à Salamine pour des travaux d'équipement d'un schnorchel.
Il reprend la mer pour la dernière fois le 26 août 1944 au départ de Salamine. Le 9 septembre 1944, l'U-565 patrouille dans le nord de la Crète quand il est relevé par l'U-407. Après septembre 1944, il n'y a pas d'U-Boot en opération en Méditerranée.
Entre le 15 septembre et le 25 septembre 1944, il est gravement endommagé lors de bombardements de la 15e USAAF sur Le Pirée et Skaramanga. Deux-cent-soixante-seize B-17 et B-24 attaquent la base de Salamine et d'autres cibles en Grèce, comme Tatoi, Eleusis et l'aérodrome de Kalamaki. Lors des bombardements, cinq membres de l'U-565 sont tués. Irrécupérable, le sous-marin est sabordé par l'équipage à la position 37° 57′ N, 23° 35′ E, le 30 septembre 1944, avec trois charges de profondeur.

## Affectations
- 1. Unterseebootsflottille du 10 avril 1941 au 1er juillet 1941 (Période de formation).
- 1. Unterseebootsflottille du 1er juillet 1941 au 31 décembre 1941 (Unité combattante).
- 29. Unterseebootsflottille du 1er janvier 1942 au 24 septembre 1944 (Unité combattante).

## Commandement
- Oberleutnant zur See Johann Jebsen du 10 avril 1941 au 17 mars 1942 (Croix allemande).
- Kapitänleutnant Wilhelm Franken du 17 mars 1942 au 7 octobre 1943 (Croix de chevalier).
- Kapitänleutnant Fritz Henning du 8 octobre 1943 au 24 septembre 1944 (Croix allemande).

## Patrouilles
|       | Commandant             | Départ             | Départ    | Arrivée           | Arrivée   | Jours     | Succès   |
| ----- | ---------------------- | ------------------ | --------- | ----------------- | --------- | --------- | -------- |
|       | Oblt. Johann Jebsen    | 19 juin 1941       | Kiel      | 23 juin 1941      | Trondheim | 5 jours   |          |
| 1     | Oblt. Johann Jebsen    | 8 juillet 1941     | Trondheim | 6 août 1941       | Brest     | 30 jours  |          |
| 2     | Oblt. Johann Jebsen    | 1er septembre 1941 | Brest     | 7 octobre 1941    | Lorient   | 37 jours  |          |
| 3     | Oblt. Johann Jebsen    | 3 novembre 1941    | Lorient   | 25 décembre 1941  | La Spezia | 53 jours  |          |
| 4     | Oblt. Johann Jebsen    | 21 janvier 1942    | La Spezia | 17 mars 1942      | La Spezia | 56 jours  | 5450     |
| 5     | Kptlt. Wilhelm Franken | 11 avril 1942      | La Spezia | 30 avril 1942     | Salamine  | 20 jours  | 1 361    |
| 6     | Kptlt. Wilhelm Franken | 7 mai 1942         | Salamine  | 10 juin 1942      | La Spezia | 35 jours  |          |
| 7     | Kptlt. Wilhelm Franken | 9 juillet 1942     | La Spezia | 4 août 1942       | Salamine  | 27 jours  |          |
| 8     | Kptlt. Wilhelm Franken | 16 août 1942       | Salamine  | 25 août 1942      | Salamine  | 10 jours  |          |
|       | Kptlt. Wilhelm Franken | 31 août 1942       | Salamine  | 4 septembre 1942  | La Spezia | 5 jours   |          |
| 9     | Kptlt. Wilhelm Franken | 25 octobre 1942    | La Spezia | 13 novembre 1942  | La Spezia | 20 jours  |          |
| 10    | Kptlt. Wilhelm Franken | 23 novembre 1942   | La Spezia | 1er janvier 1943  | La Spezia | 40 jours  | 17 837   |
| 11    | Kptlt. Wilhelm Franken | 14 février 1943    | La Spezia | 5 mars 1943       | La Spezia | 20 jours  | 17 565   |
| 12    | Kptlt. Wilhelm Franken | 8 avril 1943       | La Spezia | 12 mai 1943       | La Spezia | 35 jours  | 9 986    |
| 13    | Kptlt. Wilhelm Franken | 17 juin 1943       | La Spezia | 23 juillet 1943   | Toulon    | 37 jours  |          |
| 14    | Kptlt. Wilhelm Franken | 7 septembre 1943   | Toulon    | 1er octobre 1943  | Toulon    | 25 jours  |          |
| 15    | Oblt. Fritz Henning    | 23 octobre 1943    | Toulon    | 4 novembre 1943   | Salamine  | 13 jours  |          |
| 16    | Oblt. Fritz Henning    | 6 novembre 1943    | Salamine  | 23 novembre 1943  | Salamine  | 18 jours  |          |
| 17    | Oblt. Fritz Henning    | 12 décembre 1943   | Salamine  | 27 décembre 1943  | Salamine  | 16 jours  |          |
| 18    | Oblt. Fritz Henning    | 15 février 1944    | Salamine  | 7 mars 1944       | Salamine  | 22 jours  |          |
| 19    | Oblt. Fritz Henning    | 1er avril 1944     | Salamine  | 2 mai 1944        | Salamine  | 32 jours  |          |
| 20    | Oblt. Fritz Henning    | 26 août 1944       | Salamine  | 13 septembre 1944 | Salamine  | 19 jours  |          |
| Total | Total                  | Total              | Total     | Total             | Total     | 575 jours | 52 199 t |

Note : Oblt. = Oberleutnant zur See - Kptlt. = Kapitänleutnant

### Opérations Wolfpack
L'U-565 opéra avec les Rudeltaktik (meute de loups) durant sa carrière opérationnelle.
- Arnauld (5-18 novembre 1941)
- Wal (10-12 novembre 1942)

## Navires coulés
L'U-565 coula 3 navires totalisant 11 347 tonneaux, 2 navires de guerre pour un total de 6 990 tonneaux et endommagea 3 navires pour un total de 33 862 tonneaux au cours des 20 patrouilles (575 jours en mer) qu'il effectua.
| Date             | Nom                       | Nationalité  | Tonnage | Fait      |
| ---------------- | ------------------------- | ------------ | ------- | --------- |
| 11 mars 1942     | HMS Naiad                 | Royal Navy   | 5 450   | Coulé     |
| 23 avril 1942    | Kirkland                  | Royaume-Uni  | 1 361   | Coulé     |
| 18 décembre 1942 | HMS Partridge             | Royal Navy   | 1 540   | Coulé     |
| 22 décembre 1942 | Cameronia                 | Royaume-Uni  | 16 297  | Endommagé |
| 24 février 1943  | Nathanael Greene          | USA          | 7 176   | Endommagé |
| 27 février 1943  | Seminole                  | Royaume-Uni  | 10 389  | Endommagé |
| 20 avril 1943    | Michigan                  | USA          | 5 594   | Coulé     |
| 20 avril 1943    | Sidi Bel Abbès (paquebot) | France libre | 4 392   | Coulé     |